# Akai MPK Mini Play
 (mai 2024).
Un AKAI Professional MPK Mini Play est un synthétiseur portable de la gamme MPK, développé et fabriquée par la marque japonaise Akai.
Il est livré avec MPC Beats, un puissant logiciel de bureau DAW de création et d'enregistrement de musique pour Mac et Windows,.

## Description
Il dispose de plusieurs ports intégrés pour diverses fonctionnalités, telles que du MIDI, un port mini-jack, un port USB pour PC ou mac (pour une connexion MIDI plug-and-play), ainsi qu'un port de sustain.
Il comporte une multitude de sons intégrés jouables sur 25 touches sensibles à la vélocité. Il est possible d'en intégrer d'autres via le port MIDI.
Son haut-parleur intégré permet de jouer sans avoir besoin d'équipements audio supplémentaire.

### Fonctionnalités
La partie face du synthétiseur est composée de plusieurs parties telles qu'un arpegiateur, un changeur d'octave, un bouton full level (poussant la vélocité des pads au maximum), et un répéteur de note (en fonction du tempo défini).
La plus grande partie est celle composée de huit pads émettant huit sons différents, tels que des drums ou des sons importés manuellement.
La partie haute, composée de quatre boutons rotatifs, configure les effets sonores appliqués sur le clavier tels que le filtre et l'attaque, la résonance et la durée de relâchement, la réverbération et l'équaliseur de basse, ainsi que le chorus et l'équaliseur de haute fréquence.
Ensuite, la partie droite et composée de six boutons, tels qu'un bouton pour afficher le programme clavier sélectionné, les configurations (clavier et pads) enregistrées, un activateur de son envoyé par le biais du port MIDI, un pad bank et un knob bank, permettant de commuter entre les banques de mémoire rouge (A) et vert (B). La partie droite est également composée de deux boutons rotatifs pour l'instrument choisi et le volume.